# Оргоста
О́ргоста (алб. Orgjosti; серб. Оргоста / Orgosta) — село в северо-восточной Албании. Входит в состав общины Запод округа Кукес, расположено в албанской части исторической области Гора, основным населением которой являются представители исламизированной южнославянской этнической группы горанцев. Помимо села Оргоста, горанцы в Албании живут также в сёлах Борье, Запод, Кошариште, Орешек, Очикле, Пакиша, Шиштевац и Цернолево.
Ближе всего к Оргосте располагаются горанские сёла Пакиша и Кошариште — к северо-западу от Оргосты. Менее чем в двух километрах к востоку от Оргосты находится горанское село Орчуша (на территории Косова).

## История
После второй Балканской войны 1913 года часть территории Горы, на которой расположено село Оргоста, была передана Албании. В 1916 году во время экспедиции в Македонию и Поморавье село посетил болгарский языковед Стефан Младенов, по его подсчётам в селе в то время было около 70 домов.
Согласно рапорту главного инспектора-организатора болгарских церковных школ в Албании Сребрена Поппетрова, составленному в 1930 году, в селе Оргоста насчитывалось около 100 домов.